# Scottish Division One 1960-1961
La Scottish Division One 1960-1961  è stata la 64ª edizione della massima serie del campionato scozzese di calcio, disputato tra il 24 agosto 1960 e il 2 maggio 1961 e concluso con la vittoria dei Rangers, al loro trentaduesimo titolo.
Capocannoniere del torneo è stato Alex Harley (Third Lanark) con 42 reti.

## Classifica finale
Fonte:
|       | Pos. | Squadra         | Pt | G  | V  | N  | P  | GF  | GS | QR    |
| ----- | ---- | --------------- | -- | -- | -- | -- | -- | --- | -- | ----- |
|       | 1.   | Rangers         | 51 | 34 | 23 | 5  | 6  | 88  | 46 | 1,913 |
|       | 2.   | Kilmarnock      | 50 | 34 | 21 | 8  | 5  | 77  | 45 | 1,711 |
|       | 3.   | Third Lanark    | 42 | 34 | 20 | 2  | 12 | 100 | 80 | 1,250 |
|       | 4.   | Celtic          | 39 | 34 | 15 | 9  | 10 | 64  | 46 | 1,391 |
|       | 5.   | Motherwell      | 38 | 34 | 15 | 8  | 11 | 70  | 57 | 1,228 |
|       | 6.   | Aberdeen        | 36 | 34 | 14 | 8  | 12 | 72  | 72 | 1,000 |
|       | 7.   | Hearts          | 34 | 34 | 13 | 8  | 13 | 51  | 53 | 0,962 |
|       | 8.   | Hibernian       | 34 | 34 | 15 | 4  | 15 | 66  | 69 | 0,957 |
|       | 9.   | Dundee Utd      | 33 | 34 | 13 | 7  | 14 | 60  | 58 | 1,034 |
|       | 10.  | Dundee          | 32 | 34 | 13 | 6  | 15 | 61  | 53 | 1,151 |
|       | 11.  | Partick Thistle | 32 | 34 | 13 | 6  | 15 | 59  | 69 | 0,855 |
| [ 3 ] | 12.  | Dunfermline     | 31 | 34 | 12 | 7  | 15 | 65  | 81 | 0,802 |
|       | 13.  | Airdrieonians   | 30 | 34 | 10 | 10 | 14 | 61  | 71 | 0,859 |
|       | 14.  | St. Mirren      | 29 | 34 | 11 | 7  | 16 | 53  | 58 | 0,914 |
|       | 15.  | St. Johnstone   | 29 | 34 | 10 | 9  | 15 | 47  | 63 | 0,746 |
|       | 16.  | Raith Rovers    | 27 | 34 | 10 | 7  | 17 | 46  | 67 | 0,687 |
|       | 17.  | Clyde           | 23 | 34 | 6  | 11 | 17 | 55  | 77 | 0,714 |
|       | 18.  | Ayr Utd         | 22 | 34 | 5  | 12 | 17 | 51  | 81 | 0,630 |

Legenda:
      Campione di Scozia e qualificata in Coppa dei Campioni 1961-1962.
      Qualificata in Coppa delle Coppe 1961-1962.
      Invitata alla Coppa delle Fiere 1961-1962.
      Retrocesso in Scottish Division Two 1961-1962.
Regolamento:
Due punti a vittoria, uno a pareggio, zero a sconfitta.
A parità di punti, le posizioni in classifica venivano determinate sulla base del quoziente reti.